# Guionista
El guionista és l'autor d'un guió literari, sia per una producció audiovisual o radiofònica, o bé per una historieta de còmic. El guió pot ser una creació original o una adaptació d'una altra obra preexistent.

## Evolució històrica
El paper del guionista s'ha anat modificant històricament i prenent importància amb la complexitat de la producció. En els primers anys del cinema amb el cinema mut l'equip generalment es restringia a l'operador de càmera, muntador i director i algun llibretista per proposar i crear situacions que recreaven els tècnics. El guió tal com se’l coneix actualment va néixer amb el cine sonor.
Els escriptors que van arribar a Hollywood durant la dècada dels anys 1930 bàsicament venint del món literari de Broadway i del periodisme. Inicialment els guionistes treballaven precàriament i a contrarellotge. El treball als estudis era un treball en cadena. L'important era la quantitat. Uns, especialitats en determinades temàtiques o en alguna de les fases del guió. Poc després de la Segona Guerra Mundial es calcula que hi havia uns 560 escriptors contractats per Hollywood, uns 175 dels quals treballaven a la Metro-Goldwyn-Mayer.
L'estudi partia d'una idea recomanada per l'oficina d'argument, podia ser original pel cinema o bé d'un llibre, obra de teatre, se li donava a l'escriptor perquè en presentés una sinopsi al productor i si li agradava es feia una reunió entre el mateix guionista, un representant de l'estudi i el director si ja estava seleccionat pel projecte. A partir d'aquí començaven diverses fases on es desenvolupaven argument, diàlegs, acció, a més dels llocs de rodatge, sempre amb la supervisió de producció i l'oficina d'arguments dels estudis. No va ser fins a finals de la dècada del 1940 que alguns escriptors van abandonar els estudis i es van convertir en independents.
Hi va haver escriptors que van aconseguir un cert control creatiu sobre el seu treball, John Huston, per exemple es va iniciar a Hollywood com a guionista a la Warner, tenia una clàusula en el seu contracte que li va permetre l'oportunitat de passar a dirigir, ho va fer començant amb El Falcó maltès (1941). El 1950 el Tribunal Suprem dels Estats Units va dictaminar que els estudis que tenien les seves pròpies cadenes de cinema limitaven la competència i va suposar el fet de posar fi a tota una època. Per la seva banda la televisió també començava a ser una competidora per la indústria cinematogràfica. Els guionistes passarien a treballar per projectes en comptes de contractes anuals. La transformació del sistema d'estudis clàssic passant a convertir-los més en agències de finançament i distribució va alterar el poder dels executius per comprar una obra i posteriorment contractar l'escriptor per redactar el guió sobre la idea i, en canvi, va fer més probable que fossin els guionistes qui aportessin les idees i guions originals als seus agents i aquests busquessin un productor per fer la pel·lícula.
Tot i que el guionista s'ha anat equiparant en reconeixement i econòmicament amb directors, productors i amb la majoria d'actors, encara treballa en moltes ocasions en una posició subordinada i ha d'assumir les crítiques i refer els guions atenent les exigències de productors, directors i fins i tot els actors. A mesura que augmenta el cost d'una pel·lícula s'incrementa el respecte per la persona que escriu els guions i molts actors no es comprometen amb el projecte sense haver llegit el guió.
Com apunta l'autor i director Sergi Belbel, l’apogeu de les sèries, va molt lligat a les ingents possibilitats del mitjà televisiu, que permet experimentar en sentits diversos, tant de gènere com de format. En el cinema, la majoria d'ocasions, el factor productiu s'imposa a la línia creativa, en canvi, a la televisió la figura del creador ha guanyat protagonisme, aconseguint una certa prevalença sobre la del productor.

## La tasca del guionista
Els guionistes són els autors de la història que explica el film, tot i que moltes vegades la seva feina no es prou reconeguda. A Europa sobretot el guionista esdevé director per protegir la seva obra com els francesos de la Nouvelle vague, Bergman o el danès Von Trier. Als estudis de Hollywood històricament es destaca més la figura del director, quedant en segon pla la figura del guionista.

### Desenvolupament del guió
El desenvolupament és una tasca contínua: estudis, productors, directors i actors estan constantment a la recerca de bon material a partir del qual crear una pel·lícula. Trobar una història forta, personatges distintius i el potencial tant per a la capacitat com per a la rendibilitat. Generalment, un productor o un possible productor impulsa el procés de desenvolupament; no obstant això, un projecte pot ser iniciat per un director, actor, agent o advocat, que troba el material i col·labora amb un productor per portar-lo a la pantalla.
Si no es tracta d'una història original, el procés de desenvolupament es desencadena per l'adquisició d'una propietat (un guió o drets d'història basats en una propietat literària o una altra font), el productor haurà d'avaluar el projecte pel seu potencial com a pel·lícula rendible, també en funció dels recursos necessaris que es preveuen disposar per portar el projecte fins a l'inici de la producció. Per avaluar el nou projecte es pot comparar amb films similars en gènere, temàtica o pressupost. Els departaments de desenvolupament fan servir el que s'anomenen lectors per avaluar guions que provenen d'escriptors, productors, agents, resumint els punts forts i els punts febles per si poden ser bons pel projecte. Els estudis solen rebre molts guions no sol·licitats que tendeixen a rebre poca atenció, es basen gairebé exclusivament en guions de guionistes consolidats, representats per un agent consolidat. Això a la pràctica suposa una barrera perquè nous guionistes puguin entrar al sistema, tot i que de vegades com excepció, és possible vendre una idea sense guió, com en el cas d'un llibre d'èxit o d'una presentació d'un guionista, director o actor. Un guió sòlid facilita al productor vincular un director de renom que al seu torn porta al projecte actors experimentats i coneguts.
Hi ha dues maneres en què un productor pot adquirir un guió. Pot comprar o optar per un guió acabat o contractar un guionista per escriure un guió basat en una idea o concepte o una altra obra literària o dramàtica. El cost i la possibilitat de poder comprar un guió acabat depèn de l'estat del guionista. Un guió d'un escriptor consolidat amb molts crèdits, èxits i premis, cridarà l'atenció de molts estudis i tindrà un preu elevat. En aquest cas el guió el presenta als estudis el representant de l'agència de talent. Un guionista menys conegut serà més accessible per a un productor independent
Quan comença el rodatge, el guionista pot veure com li reescriuen reinterpreten o fins i tot ignores el seu guió, segons qui sigui el director del film, amb la possibilitat d'incorporar-se també aquest com a coautor.

### Els drets de l'obra
Les negociacions per a un guió o els drets d'una propietat literària tenen lloc entre un productor i l'escriptor o propietari de la propietat, o el seu agent, donant lloc a un contracte sovint anomenat acord de propietat literària, que especifica els termes de la cessió de drets d'una part a l'altra. Des del punt de vista legal, quan un escriptor escriu un guió original, està protegit per les lleis de drets d'autor com a obra creada per l'autor. Els drets d'autor són propietat de l'escriptor. Les particularitats econòmiques de l'autoria audiovisual les contempla la Llei de Propietat Intel·lectual, reconeixent també l'autoria moral del guionista sobre l'obra en la versió definitiva. D'altra banda, quan un escriptor és contractat per crear un guió de pagament basat en una idea o propietat del productor, s'anomena obra de lloguer (write for hire) i el productor és propietari dels drets d'autor. És comú en aquestes ofertes que l'escriptor redacti un tractament o un esquema. Si el productor està satisfet amb el tractament, l'escriptor passarà a completar el guió. En el cas d'adquisició d'un guió completat o bé dels drets d'una altra obra, el productor procura obtenir els màxims drets d'explotació de la propietat, com poden ser els drets de seqüela, preqüela i remake, drets de producció escènica teatral (dramàtica i musical), pel·lícules de televisió i drets de sèrie. i els drets dels videojocs. També són importants els drets de format, l'estudi o el productor buscarà tenir els drets de distribució més amplis possibles, inclòs el dret d'explotació de la pel·lícula en tants territoris com sigui possible d'arreu del món, i en tots els mitjans, incloent-hi totes les formes de televisió, lliurament a domicili, sistemes de reproducció en línia a Internet i IPTV, i qualsevol mètode o format desenvolupat en el futur.

## Associacions
Els guionistes dels Estats Units es van rebel·lar en vagues, reclamant el seu segell d'autoria i denunciant el fet d'estar difuminats en l'engranatge de les produccions. Van aconseguir el reconeixement de l'autoria, deixant de ser només escriptors de guió. Amb la creativitat d'autor el guionista deixa de ser una peça més de la producció per ser reconeguda la seva obra.
El Sindicat de Guionistes dels Estats Unitso Writers Guild of America (WGA) agrupa dues organitzacions que funcionen de forma independent, els guionistes de l'Est, agrupats en el Writers Guild of America, East (WGAE), amb seu a Nova York, fundat el 1951 i els de la costa Oest, Writers Guild of America West, amb seu a Los Angeles i fundat el 1954. Vetllen pels interessos dels guionistes de cinema, televisió, ràdio i nous mitjans. El gremi estableix regles de treball i crèdit, estableixen escales de pagament, fan de lobbies en nom dels seus membres i arbitren sobre possibles disputes. Tot i la seva activitat independent, duen a terme activitats conjuntes com els Premis del Sindicat de Guionistes dels Estats Units, sistema de crèdits de guió, registres de guions i negociació de condicions i accions de vaga en defensa dels drets dels guionistes.
A Catalunya, l'agrupació Guionistes Associats de Catalunya (GAC) és una associació sense ànim de lucre, fundada el 1997, després de sis anys de formar part de la secció de guionistes de l'Associació d’Escriptors en Llengua Catalana (AELC), que té com a objectiu defensar els interessos i garantir els interessos del col·lectiu de guionistes de mitjans audiovisuals de Catalunya. Adherida a la Federació de Guionistes Europeus (FSE) i a la Federació d’Associacions de Guionistes Europeus (FAGMA).

## Guionistes de pel·lícules
Un guionista de pel·lícules és l'encarregat d'escriure un text del tot detallat que determini el context, la configuració i les accions de l'obra, a més dels diàlegs.
Per això primer ha de recollir informació (sovint amb l'ajuda d'un o diversos documentalistes) sobre el tema descrit per la sinopsi o per l'obra literària que ha d'adaptar. També poden col·laborar amb el guionista altres escriptors (co-guionistes) o comptar amb dialoguistes que estan especialitzats a escriure diàlegs. Una de les particularitats del treball del guionista és que ha de dividir el guió no en capítols sinó en seqüències numerades; igualment, a vegades ha d'escriure diverses versions del guió, ja que aquest pot canviar en funció d'una sèrie de criteris (canvi d'actors, etc.).
Molts escriptors s'han convertit en guionistes de les seves pròpies obres i molts directors de cinema, són també els seus propis guionistes. S'han convertit en directors o en mixtos (guionista-director, guionista-productor), com posem per cas: Mel Brooks, Michael Crichton, John Milius, Woody Allen, Richard Brooks, Blake Edwards, Francis Ford Coppola, George Lucas, Paul Mazursky o Neil Simon.

### Guionistes destacats
- Paul Thomas Anderson
- Raymond Chandler
- Blake Edwards
- Nora Ephron
- William Faulkner
- Charlie Kaufman
- Joseph L. Mankiewicz
- Billy Wilder
- Bruce Dickinson
- Mario Puzo

## Guionistes de còmics

### Guionistes destacats
- Joaquim Carbó
- Andreu Martín
- Charlier
- Pierre Christin
- Greg
- René Goscinny
- Stan Lee
- Alan Moore
- Carlos Sampayo

## Guionistes de sèries de televisió
Pel que fa a les sèries de televisió, en general els guions són escrits per un equip de guionistes més o menys nombrós. Això permet millorar l'eficàcia de la tasca creativa a causa del poc temps disponible. Hi ha, per exemple: 
- el responsable de la idea original
- els responsables de l'escriptura de cada episodi
- els encarregats d'aprofundir la personalitat de cada personatges.

### Guionistes destacats
- David Shore
- J.J. Abrams
- Jaume Cabré